# オペラの怪人 (1943年の映画)
『オペラの怪人』（Phantom of the Opera）は、1943年、ユニバーサルによるミュージカル・ホラー映画。ネルソン・エディ、スザンナ・フォスター、クロード・レインズが主演し、アーサー・ルビンが監督を務め、テクニカラーで撮影された。オリジナルの音楽はエドワード・ウォードが作曲し、ガストン・ルルーの小説『オペラ座の怪人』を大まかに基にしている。この映画は1925年のロン・チェイニー主演の映画『オペラの怪人』のリメイクである。
1925年版のために製作されたオペラ・ガルニエの内装のレプリカであるオペラ座のセットが再利用された。セット以外にこのリメイクは前作と共通する部分があまりない。オリジナルのあらすじとは全く異なり、仮面舞踏会のシーンはないが、精巧なカメラ・ワークによるシャンデリア落下の著名なシーンはある。撮影はハル・モアとW・ハワード・グリーンが務めた。ユニバーサル・モンスターズのシリーズで唯一アカデミー賞を受賞した。レイン演じる怪人はチェイニーの怪人より見劣りするが、現在ユニバーサル・モンスターズの主要作品の1つと考えられており、『魔人ドラキュラ』（1931年）、『フランケンシュタイン』（1931年）、『ミイラ再生』（1932年）、『透明人間』（1933年）、『フランケンシュタインの花嫁』（1935年）、『狼男』（1941年）、『大アマゾンの半魚人』（1954年）としばしば並び称される。この映画にはレスター・ホートンによる振付が含まれる。

## あらすじ
エリック・クロウデン（クロード・レインズ）は20年間パリ・オペラ座のヴァイオリン奏者であった。しかし左手の指が動かなくなったため演奏に支障が出る。クロウデンは解雇されるが、指揮者はクロウデンがこれまでの稼ぎで今後の生活に十分な資金があるとみなす。実際資金は残っておらず、これまでクロウデンは密かに若いソプラノ歌手クリスティーヌ・デュボワ（スザンナ・フォスター）のレッスン資金に匿名で大金をつぎ込んでいたのである。絶望し、金を得ようとクロウデンは自身が作曲した協奏曲を出版してもらおうとする。なかなか返答がなく心配になり出版社モウリス・プレヨル&ジョゼット・デシャデンズを訪れる。この楽譜について誰も知らず、誰も気にかけない。クロウデンは主張するが、プレヨルは出て行けと雑に言い、エッチングの作業に戻る。
諦めたクロウデンはしばしそこに立ち尽くし悲しくうなだれる。隣室から誰かが演奏する音楽が聞こえ、クロウデンはショックを受ける。フランツ・リストがクロウデンの曲を演奏しており称賛しているのだが、プレヨルがクロウデンの協奏曲を盗み著名なリスト作曲の曲として売り出そうとしていることに気付き、クロウデンは腹を立ててプレヨルを絞め殺そうとする。クロウデンがプレヨルを床に叩きつけると、プレヨルのアシスタントのジョゼットがエッチング用の酸をクロウデンにかける。甲高い悲鳴を上げて手で顔を覆いながらドアから飛び出る。クロウデンは殺人容疑で警察に追われ、オペラ座の下水道に逃げ込む。衣裳部から仮面を盗んで醜く変形した顔を隠しながらもクリスティーヌを気に掛ける。
警官のラウル・ドーベール（エドガー・バリア）はクリスティーンにオペラ座を退団させ結婚したがっている。しかし著名なバリトン歌手アナトール・ガロン（ネルソン・エディ）もクリスティーヌの心を勝ち取りたいと願っている。クリスティーヌはどちらも良い友達と思っているが、気持ちを伝えたことはない。クリスティーヌは、主演のためなら何でもするオペラ座の歌姫マダム・ビアンカロリ（ジェーン・ファラー）の代役である。オペラ『Amore et Gloire 』上演中、クロウデンは小道具のワインに薬物を入れたためビアンカロリは倒れ、演技ができなくなる。演出家はクリスティーヌをビアンカロリの代役として出演させ、圧倒的な演技をみせる。マダム・ビアンカロリはガロンとクリスティーヌの仕業と疑う。ビアンカロリはラウルに2人を逮捕するよう迫るが、証拠がないためその証言の真偽が不明なので逮捕できないと応える。ビアンカロリは条件を提示する。この時のクリスティーヌの演技について新聞に載せず、この公演のことを誰も思い返さないのならこの事件のことは忘れると語る。この条件は皆、特にクリスティーヌとアナトールを落胆させた。その夜、クロウデンはビアンカロリの楽屋に侵入し、彼女とメイドを殺害する。次の公演は休演となる。
数日後、オペラ座のオーナーたちはビアンカロリの代わりにクリスティーヌを出演させるよう要求する手紙を受け取る。クロウデンを捕まえるため、ラウルは『La Prince Masque du Caucasus 』の公演にはクリスティーヌを主演させずにクロウデンをおびき出す計画を立て、ガロンは上演後にリストに協奏曲を演奏させる計画を立てる。しかしクロウデンは出演者の1人を絞殺し、会場のドーム型の屋根に向かう。クロウデンは大きなシャンデリアを観客席に落とし、会場は混沌となる。観客やスタッフが逃げ出し、クロウデンはクリスティーヌをさらって地下へ向かう。クロウデンはクリスティーヌに愛を伝え、自分のためだけにいくらでも歌うように、そしてずっと一緒にいようと語る（このとき「わが子（my child）」と呼び掛けている）。しかしクリスティーヌはそれがクロウデンだと気付かず怖がる。
ラウル、アナトール、警察官たちは地下に追跡する。クロウデンとクリスティーヌがクロウデンの隠れ家に到着すると、リストがオーケストラと共にクロウデンの協奏曲を演奏しているのが聞こえてくる。クロウデンはクリスティーヌの前で曲に合わせてピアノを弾き、そのメロディが子供の頃から聞いていたララバイと同じだと気付く。ラウルとアナトールはクロウデンのピアノを耳にする。クリスティーヌはクロウデンに促されて歌う。クロウデンが音楽に集中していると、クリスティーヌがこっそり近付き仮面を外し、酸で焼けただれた醜い顔が現れる。同時にラウルとアナトールが到着する。クロウデンは剣を持ち彼らと戦おうとする。ラウルはクロウデンに向かい銃を発射しようとするが、アナトールがラウルの腕を押して屋根に弾が当たったため崩れ落ちる。アナトールとラウルはクリスティーヌを連れて逃げるが、クロウデンは落石に当たり亡くなる。アナトールはクリスティーヌに、クリスティーヌとクロウデンは同じ地区の出身であるためそのララバイを知っているのだと語る。クリスティーヌはクロウデンがよそよそしくしていても彼に近いものを感じていたと語る。アナトールはクロウデンの苦しみは忘れ去られるが、音楽は生き続けると語る。怪人の隠れ家は瓦礫に埋もれ、ヴァイオリンの上に仮面が見えるのみであった。
後日の公演後、アナトールとラウルはともにクリスティーヌを夕食に誘う。クリスティーヌはどちらも選ばず、その場を退室して外で待つ熱狂的なファンたちに囲まれる。アナトールとラウルは互いに同情し２人で夕食に出て行く。

## 登場人物

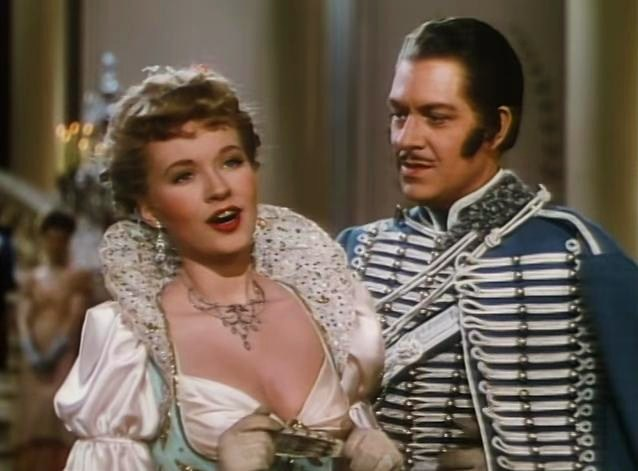
スザンナ・フォスターとネルソン・エディ

- クロード・レインズ as エリック・クロウデン/オペラ座の怪人。オペラ座の元ヴァイオリン奏者でのちに怪人となる。クリスティーヌを密かに見守っている。
- スザンヌ・フォスター as クリスティーヌ・デュボワ。オペラ座の若いソプラノ歌手。エリック・クロウデンが自分に好意があり自分のレッスン代を払っていることを知らない。
- ネルソン・エディ as アナトール・ガロン。オペラ座のバリトン歌手でクリスティーヌに好意があり、彼女のキャリアを助ける。
- エドガー・バリア as ラウル・ドーベール。クリスティーヌにオペラ座を退団し結婚してほしがっている警察官。
- ジェーン・ファーラー as ビアンカロリ。クリスティーヌに人気を奪われたくない傲慢でわがままな歌姫。
- J・エドワード・ブロンバーグ as アミオット
- フリッツ・フェルド as ルクワ
- フランク・プグラ as ヴィレノヴェ
- フリッツ・ライバー as フランツ・リスト
- スティーヴン・ジレイ as ヴァルチレス
- マイルス・メンダー as プレヨル

## 製作
ブロデリック・クロフォードが怪人役の候補であったが最終的にレインズに決まった。レインズ演じる怪人がクリスティーヌの父親という脇筋があったのだが、近親相姦的であるとして破棄された。この映画が公開された年、ラックス・ラジオ・シアターのためにラジオ版が製作された。ネルソン・エディ、スザンナ・フォスター、エドガー・バリアが再演したが、クロード・レインズの代わりにベイジル・ラスボーンがエリック・クロウデン役を演じ、セシル・B・デミルがプロデュースした。

## 音楽

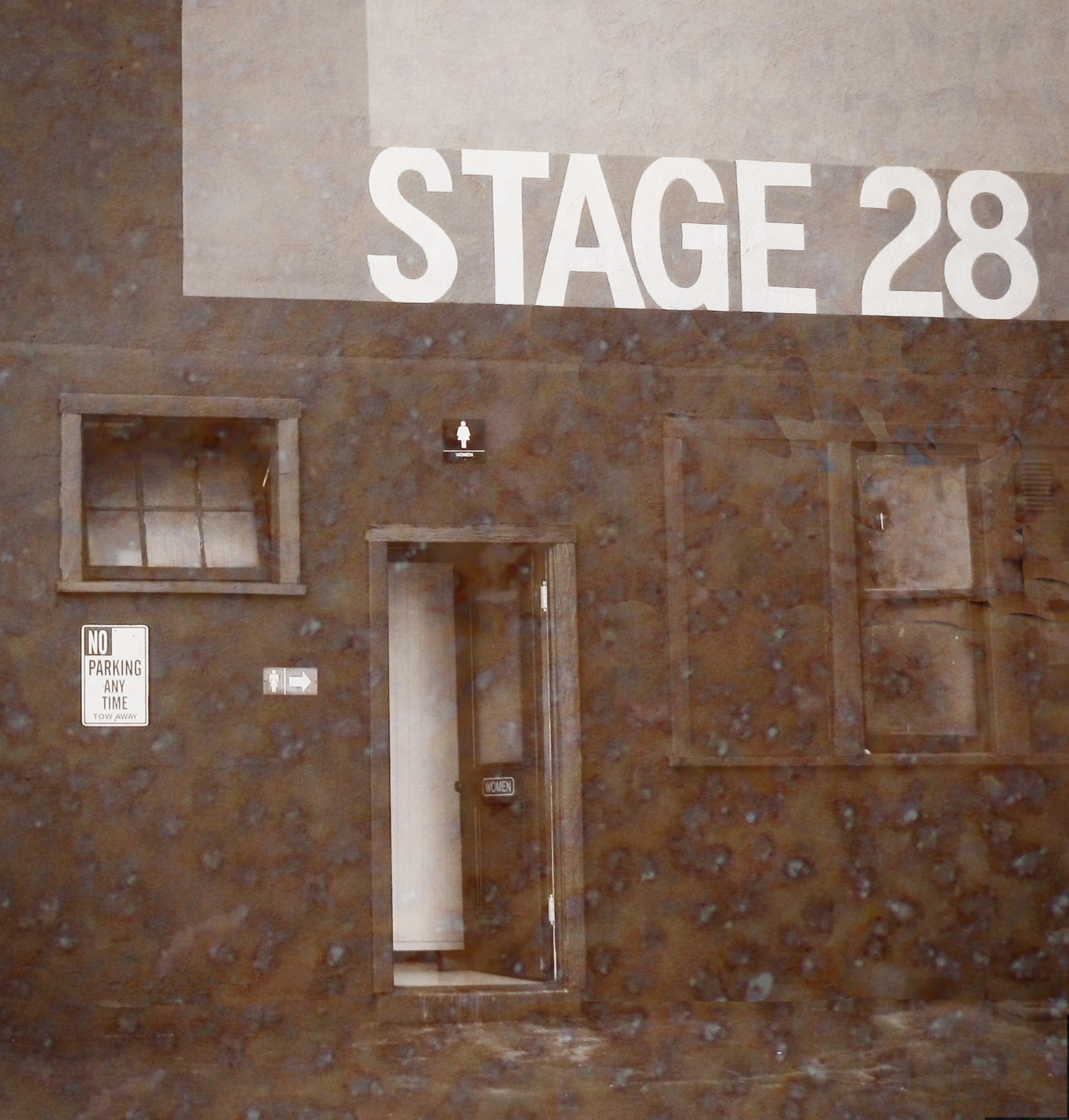
ステージ28、またの名を「オペラ座の怪人ステージ」。1925年版のために製作され、この1943年版でも使用された

エドワード・ウォードが作曲した。オペラのシーンの他にも歌唱シーンが多く、ホラーよりミュージカルと評されている。オペラのシーンではウォードはチャイコフスキーの『交響曲第4番』から脚色したり、ショパンのテーマを使用した。怪人の協奏曲でも使用される『Lullaby of the Bells 』は彼が作曲した。

## 評価
評価は賛否両論であった。『ニューヨーク・タイムズ』のボズレー・クラウザーは前作より薄いと酷評し、オープニングのシーンが唯一楽しませるシーンであり、他は派手なセットや音楽が話の邪魔をしていると語った。 『ヴァラエティ』誌は「鮮やかで精巧、そしてオリジナルの人気と共に興行収入に反映した」と記した。『ハリソンズ・リポート』誌は「素晴らしいエンターテイメントで、老若男女が楽しめる」と記した。『ザ・ニューヨーカー』誌のデイヴィッド・ラードナーのレビューは「無意味の連続。前作のロン・チェイニーは観客をとても怖がらせた。今作のクロード・レインズはどうしてもそれがない」と否定的であった。
Rotten Tomatoesでは20レビューで平均75%の満足度であった。

## 続編の中止
『オペラの怪人』成功により、ユニバーサルは続編『The Climax 』製作を発表した。ネルソン・エディとスザンナ・フォスター、怪人役のクロード・レインズが再演し、『オペラの怪人』エンディングで岩の下敷きになった怪人が生きていたという話であり、実際『オペラの怪人』エンディングの仮面とヴァイオリンのシーンでは岩が動く音が挿入されていた。しかし続編はストーリーの問題およびクロード・レインズの出演不可能により却下された。結局『オペラの怪人』公開翌年に『The Climax 』が公開されたが、続編ではなく全く別の話として製作された。

## 受賞歴
アカデミー賞4部門にノミネートされ、2部門で受賞した。
- 美術賞(カラー) (ジョン・B・グッドマン、アレキサンダー・ゴリツェン、ラッセル・A・ゴースマン、アイラ・S・ウェブ) (受賞)
- 撮影賞(カラー) (ハル・モア、W・ハワード・グリーン) (受賞)
- 作曲賞(ミュージカル映画) (エドワード・ウォード) (ノミネート)
- 録音賞 (バーナード・B・ブラウン) (ノミネート)